# Twin Cobra
Twin Cobra, intitulé Ultimate Tiger (究極タイガー, Kyūkyoku Tiger) au Japon, est un jeu vidéo développé par Toaplan et édité par Taito. Il s’agit d’un shoot them up à défilement vertical. Il est commercialisé sur borne d'arcade en 1987. Le jeu est adapté sur Famicom, PC Engine, Mega Drive, X68000 et FM-Towns. 

## Système de jeu
Twin Cobra est un shoot them up à défilement vertical. Le joueur contrôle un hélicoptère en vue de dessus.

## Exploitation
Le jeu a été réédité sur PlayStation dans la compilation Toaplan Shooting Battle 1 (1996).